# Zelenci
Zelenci este o arie protejată (arie specială de conservare — SAC, sit de importanță comunitară — SCI) din Slovenia întinsă pe o suprafață de 54,16 ha, integral pe uscat.

## Localizare
Centrul sitului Zelenci este situat la coordonatele 46°29′33″N 13°44′55″E / 46.4924°N 13.7485°E.

## Înființare
Situl Zelenci a fost declarat sit de importanță comunitară în aprilie 2004 pentru a proteja 1 specie de plante. Situl a fost protejat și ca arie specială de conservare în februarie 2012.

## Biodiversitate
Situată în ecoregiunea alpină, aria protejată conține 3 habitate naturale: Mlaștini turboase de tranziție și turbării mișcătoare, Depresiuni pe substraturi de turbă de Rhynchosporion, Mlaștini alcaline.
La baza desemnării sitului se află o specie protejată de  plante: o specie rară de mușchi (Drepanocladus vernicosus).